# Chthonius orthodactyloides
Chthonius orthodactyloides är en spindeldjursart som beskrevs av Beier 1967. Chthonius orthodactyloides ingår i släktet Chthonius och familjen käkklokrypare. Inga underarter finns listade i Catalogue of Life.